# Five Nights at Freddy’s: Secret of the Mimic
Five Nights at Freddy’s: Secret of the Mimic (с англ. — «Пять ночей у Фредди: Секрет Мимика») — компьютерная игра в жанре survival horror, разработанная студией Steel Wool Studios и изданная ScottGames. Игра была анонсирована 6 августа 2024 года. Релиз состоялся 13 июня 2025 года для Windows и PlayStation 5.

## Сюжет

Скриншот из игры. Джеки выпрыгивает из своей шкатулки

Действие игры разворачивается в Murray’s Costume Manor — заброшенной фабрике затворника-изобретателя Эдвина Мюррея. Главному герою предстоит раскрыть тайны, оставленные Мюрреем, и столкнуться с Мимиком — прототипом эндоcкелета, способным адаптироваться к любому костюму и принимать облик любого персонажа. Вооружённый лишь смекалкой, несколькими гаджетами и засекреченным корпоративным брифингом, игрок попытается вернуть экспериментальную технологию Fazbear Entertainment, одновременно разгадывая загадочные улики и избегая неумолимой тени, готовой уничтожить любого незваного гостя.

## Разработка
6 августа 2024 года игра была официально анонсирована студией Steel Wool Studios вместе с выпуском тизер-трейлера. В тот же день были раскрыты название проекта и ориентировочное окно релиза — 2025 год. 28 августа 2024 года в PlayStation Store появилась страница игры. 30 августа 2024 года на выставке PAX West была представлена короткая демоверсия в VR-формате, доступная для посетителей. 20 сентября 2024 года игру можно было опробовать в рамках мероприятия Day of the Devs: Fantastic Games, проходившего на фестивале Fantastic Fest 2024. Кроме того, состоялась закрытая 20-минутная презентация, предназначенная исключительно для участников события.
12 февраля 2025 года в рамках трансляции State of Play от PlayStation был показан первый полноценный трейлер, в котором также была подтверждена дата выхода — 13 июня 2025 года. В тот же день упоминания о поддержке PS VR2 были удалены со страницы игры в PlayStation Store и с ряда других ресурсов. Это вызвало сомнения относительно будущего режимов виртуальной реальности в игре. Позже стало известно, что поддержка VR всё же остаётся в планах и будет добавлена после релиза. В интервью видеоблогеру Dawko, опубликованном в мае, директор проекта Эван Лампи сообщил, что версия с поддержкой виртуальной реальности выйдет «вскоре после» релиза игры на ПК и PlayStation 5. Точная дата выхода VR-режима на данный момент не объявлена, также остаётся неизвестным, будет ли проект совместим с SteamVR. Однако, учитывая, что предыдущие части серии — Help Wanted и Help Wanted 2 — поддерживали виртуальную реальность на нескольких платформах, не исключено, что аналогичная поддержка будет реализована и в новой игре.

## Отзывы критиков
| Иноязычные издания    | Иноязычные издания |
| Издание               | Оценка             |
| --------------------- | ------------------ |
| Destructoid           | 6/10               |
| Русскоязычные издания |                    |
| Издание               | Оценка             |
| StopGame.ru           | «Похвально»        |

Хэдли Винсент из Destructoid дала игре сдержанную оценку. Среди положительных сторон она назвала удачную проработку уровней и базовые механики, однако подчеркнула, что игра разочаровывает в плане хоррора и основного игрового процесса. К недостаткам Винсент также отнесла низкую реиграбельность, обусловленную однообразным стелс-геймплеем и отсутствием возможности пропускать диалоги. По её мнению, поклонники серии смогут получить удовольствие от истории и финала, однако Secret of the Mimic — один из тех ужастиков, которыми лучше наслаждаться как зрителю, а не как игроку. Кирилл Волошин из StopGame отметил, что Secret of the Mimic увлекает атмосферой, сюжетом и визуальной подачей, несмотря на обилие штампов и самоповторов. По его словам, игра может ещё сильнее запутать и без того сложный лор серии. Среди достоинств он выделил качественную графику и звук, а к недостаткам отнёс неотзывчивое управление и повторяющиеся головоломки.